# Ferida Duraković
Ferida Duraković (Olovo, 18 aprile 1957) è una poetessa e giornalista bosniaca.

## Biografia
Laureatasi presso il Dipartimento di Letterature jugoslave e lingua serbocroata/croatoserba della Facoltà di Filosofia di Sarajevo, città in cui tuttora vive. 
Nel 1977 ha pubblicato la prima raccolta poetica, Bal pod maskama ("Ballo in maschera"), vincendo il Premio della Gioventù letteraria della Bosnia ed Erzegovina e il Premio della Casa editrice Svjetlost per il miglior libro di un giovane autore. Oltre a numerose raccolte poetiche, è coautrice del volume Putnici kroz (ne)vrijeme - 50 godina Sarajevskih dana poezije ("Viaggiatori nel (mal)tempo - i 50 anni dei Giorni sarajevesi della poesia", 2011) e della raccolta di articoli Pokret otpora ("Movimento di resistenza", 2012). Scrive inoltre racconti brevi e libri per bambini.
Nel 1999 ha pubblicato negli Stati Uniti una raccolta di poesie in inglese, The Heart of Darkness, con la quale ha ottenuto il premio Vasyl Stus Freedom-to-Write Award, PEN New England.
Le sue opere sono tradotte in una ventina di lingue, e nella sua vita la poetessa ha trascorso periodi di studio in Croazia, Serbia, Slovenia, Macedonia, Montenegro, Iraq, Stati Uniti, Regno Unito, Spagna, Svizzera, Austria, Danimarca e Albania
Nel 1993 ha ricevuto il premio americano della Fondazione Hellman-Hammet Fund for Free Expression.
Nel 2007 la Biser International l'ha proclamata "Donna dell'anno in Bosnia nel campo delle arti".
Nel 2011 è stata nominata per il Premio Astrid Lindgren per il libro Amilina i Mikijeva abeceda ("L'abbicì di Amila e Miki").
Già segretaria generale, dal 1992 è direttore esecutivo del PEN Center della Bosnia ed Erzegovina.
Nel 2015 è stata pubblicata in italiano l'antologia Si paga con la vita (Rovigo, Il Ponte del Sale).

## Opere

### Raccolte poetiche
- Bal pod maskama ("Ballo in maschera", 1977)
- Oči koje me gledaju ("Occhi che mi guardano", 1982)
- Mala noćna svjetiljka ("Piccola lampada notturna", 1989)
- Srce tame ("Cuore di tenebra", 1994)
- The Heart of Darkness ("Il cuore di tenebra", 1999. Scritto in inglese, non è la traduzione della raccolta precedente).[1]
- Locus minoris - Sklonost Bosni kao melanholiji ("Locus minoris - Inclinazione per la Bosnia come per la malinconia", 2008)

### Libri per ragazzi
- Još jedna bajka o ruži ("Un'altra fiaba sulla rosa", 1989)
- Mikijeva abeceda ("L'abbicì di Miki", 1994)
- Amilina abeceda ("L'abbicì di Amila", 1998)
- Mikijeva i Amilina abeceda ("L'abbicì di Miki e Amila", 2000)
- Ezopove basne ("Le fiabe di Esopo", 2008)
- Vjetrov prijatelj ("L'amico del vento", 2009)
- Amilina i Mikijeva abeceda ("L'abbicì di Amila e Miki", 2011)

### Raccolte di saggi o articoli
- Putnici kroz (ne)vrijeme - 50 godina Sarajevskih dana poezije ("Viaggiatori nel (mal)tempo - i 50 anni dei Giorni sarajevesi della poesia", 2011)
- Pokret otpora ("Movimento di resistenza", 2012)